# حرب الغد (فلم)
حرب الغد (بالإنجليزية: The Tomorrow War) فيلم حركة وخيال علمي حربي أمريكي تم إطلاقه في 2 يوليو 2021 للمخرج كريس ماكاي. الفيلم من بطولة كريس برات، بيتي جيلبين، إيفون ستراهوفسكي، مايك ميتشل، سام ريتشاردسون، كيث باورز وجيه ك سيمونز. كتابة زاك دين وبيل دوبوك، ومن إنتاج دانا غولدنبرغ، ديفيد إلسون، دون جرانجر، جولز دالي، ديفيد إس جوير وآدم كولبرينر.
يحكي الفيلم قصة حرب تقودها البشرية ضد قوة غريبة، مستفيدة من قدرات خارقة للعلماء على إعادة جنود من الماضي لخوض الحرب.
كان من المخطط صدور الفيلم في 25 ديسمبر 2020، بواسطة استوديو باراماونت بيكتشرز. وبسبب وباء كوفيد-19 أعيدت جدولة موعد إصدار الفيلم إلى 23 يوليو 2021.

## القصة
في حرب مستقبلية يجند رجل للقتال، حيث يعتمد مصير البشرية على قدرته على مواجهة ماضيه.

## روابط خارجية
- مقالات تستعمل روابط فنية بلا صلة مع ويكي بيانات
- حرب الغد  في قاعدة بيانات الأفلام على الإنترنت (بالإنجليزية)